# George F. Marion
George F. Marion (16 de junho de 1860 – 30 de novembro de 1945) foi um diretor norte-americano e ator de cinema e teatro. Natural de São Francisco, Califórnia, Marion atuou em 35 filmes entre os anos de 1915 e 1935.
Faleceu em Carmel, Califórnia, a 1945.

## Filmografia selecionada
- Madame X (1916)
- Luke Wins Ye Ladye Faire (1917)
- Anna Christie (1923)
- Clothes Make the Pirate (1925)
- Anna Christie (1930)
- Mostro Marinheiro (1930)
- Metropolitan (1935)